# Марулево
 Тази статия е за селото в Рила.  За селото в Родопите, чието име до 1960 година е Марулево, вижте Ваклиново.  
Ма̀рулево е малко село в Югозападна България на около 8 km източно от Благоевград. Разположено е в ниските югозападни склонове на Рила планина. Намира се в община Благоевград, област Благоевград.

## География
Село Марулево е разположено на 500 - 600 m надморска височина, в полите на Югозападна Рила на около 10 km от Благоевград. Землището му граничи с тези на Еленово, Делвино, Осеново, Хърсово, Айдарово и Церово. Състои се от 14 махали, отдалечени една от друга между 500 m и 5 km, като къщите в отделните махали също са на голямо разстояние. Мановци, Мишовци, Митовци, Парашканци, Балабанци, Осойца, Кацарци, Цинганарци, Мекиша, Радевци, Касъмовец и други.
Част от рода Парашканци се изселва преди Освобождението и се заселва в село Салтъклар (дн. Пресиян, обл. Търговище) на тогавашното Княжество България.

## История
През 1860 г. в село Марулево е построен източноправославен храм „Свети Димитър“ и е открито килийно училище.
В 1891 година Георги Стрезов пише за селото:
| „ | Марлево, село при полите от Арисваница; 4 часа на СИ от Джумая. Път твърде стръмен. Селянете по предимство биват овачари. Околността е гориста; растат изобилно всякакви овощия: круши, орехи. Църква, в която четат български. Няколко деца учат в църковния двор псалтир и наустница. Къщи 55. | “ |

В 1930 година в Марулево е основана тютюнопроизводителна кооперация „Славова“. Към 1935 г. тя има 72 члена.

## Население
Към 1900 година според известната статистика на Васил Кънчов („Македония. Етнография и статистика“) населението на селото брои 450 души, всичките българи-християни.
Численост на населението според преброяванията през годините:
| \| Година на преброяване \| Численост \| \| --------------------- \| --------- \| \| 1934 \| 775 \| \| 1946 \| 851 \| \| 1956 \| 772 \| \| 1965 \| 426 \| \| 1975 \| 119 \| \| 1985 \| 88 \| \| 1992 \| 73 \| \| 2001 \| 74 \| \| 2011 \| 43 \| \| 2021 \| 37 \| |           |
| Година на преброяване | Численост |
| 1934 | 775       |
| 1946 | 851       |
| 1956 | 772       |
| 1965 | 426       |
| 1975 | 119       |
| 1985 | 88        |
| 1992 | 73        |
| 2001 | 74        |
| 2011 | 43        |
| 2021 | 37        |

### Етнически състав
Преброяване на населението през 2011 г.
Численост и дял на етническите групи според преброяването на населението през 2011 г.:
|                     | Численост | Дял (в %) |
| Общо                | 43        | 100.00    |
| Българи             | 43        | 100.00    |
| Турци               | 0         | 0.00      |
| Цигани              | 0         | 0.00      |
| Други               | 0         | 0.00      |
| Не се самоопределят | 0         | 0.00      |
| Неотговорили        | 0         | 0.00      |

## Религии
Източноправославно християнство.

## Обществени институции
- Кметство.
- Църковно настоятелство.
- Начално училище с. Марулево – Училището в село Марулево е една от институциите, наред с църковното настоятелство, чиято история започва през XIX век. Първоначално е открито килийно училище през 1860 г., което от 1877 г. се ръководи от църковното настоятелство. Известно е, че училищната дейност е прекъсвана на два пъти – през 1880 – 1887 г. поради липса на учител и от 1912 до 1914 г. поради войните. Последователно училището променя наименованието си като от Първоначално училище „Ефрем Чучков“, се преименува на Основно училище „Христо Ботев“ (1945 – 1970 г.) и накрая в Начално училище село Марулево. Закрито е през 1973 г. поради недостатъчен брой ученици.

## Културни и природни забележителности
- Източноправославен храм, построен през 1860 г. и осветен през 1863 г.[11]
- Белата скала – 3-метрова монолитна бяла скала, според легендата хвърлена от Крали Марко на един от ридовете.

## Редовни събития
- Събор на Богородица (15 август)
- Събор на св. Димитър (26 октомври)

## Кмет
Александър Парашкански.

## Личности
Родени в Марулево
- Иван Парашкански (27 октомври 1897 – 1984), български духовник, протойерей, дългогодишен свещеник в храма „Свети Димитър“ в Марулево, учи в Рилския манастир, служи като санитар–подофицер в 14-и полк на 7-а Рилска дивизия, става свещеник през 1919 година, председател е на Трудово-горска производителна кооперация „Славова“
- Николай Китанов (р. 1935), български художник
- Руска Стоименова (р. 1938), българска народна певица
- Цвятко Стойнов Парашканов – пръв учител в село Пресиян, Търговищко, след Освобождението;

## Други
Трудово-горска производителна кооперация „Славова“ – създадена на 2 август 1930 г., първоначално кооперацията е специализирана в дърводобив и дървопреработка, но през 1938 г. разширява дейността си, след като се обединява със скотовъдната, пчеларска и птицевъдна кооперация „Парангалица“ от Горна Джумая.

### Кухня
Боб яхния, боб чорба, лютеница, гювеч, качамак, мътеница, печени-гмечени чушки, туршия, пърженица.